# ティボー4世 (ブロワ伯)

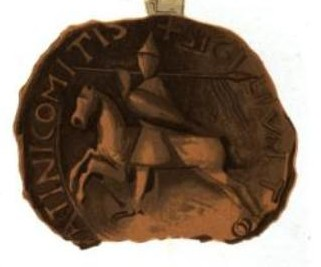
ティボー4世のシール

ティボー4世（Thibaut IV de Blois、1090年/1095年 - 1152年1月10日）は、ブロワ伯およびシャルトル伯（在位：1102年 - 1152年）。シャンパーニュ伯も兼ねた（ティボー2世、在位：1125年 - 1152年）。ティボー大伯（Thibaut IV le Grand）とも呼ばれた。
父はブロワ伯エティエンヌ2世、母はイングランド王ウィリアム1世（征服王）の娘アデル・ド・ノルマンディー。イングランド王スティーブン、ウィンチェスター司教ヘンリーは弟、ヴェルマンドワ伯ラウル1世妃エレオノールは妹。

## 生涯
ブロワ伯エティエンヌ2世と妃アデル・ド・ノルマンディーの次男として生まれた。長兄であるギヨームはおそらく精神障害を抱えていたため伯位を継承できなかったとみられる。1102年、父がラムラの戦いで戦死したためブロワ伯位を継承した。1125年に叔父でテンプル騎士団の騎士であったシャンパーニュ伯ユーグが戦死したため、シャンパーニュ伯位も継承した。
1101年からティボー4世が騎士に叙任された1107年まで、母アデルは伯領の摂政として政治を掌握していた。以後2人で全体の統治にあたっていたが、1120年にアデルはマルシニー修道院に引退した。1107年、ティボー4世はフランス王フィリップ1世崩御後のルイ王太子に対する反乱に加わっている。1111年に王子は即位してフランス王ルイ6世（肥満王）となった。ティボー4世とカペー家との関係はさらに悪化し、潜在的な紛争状態となった。1113年、イングランド王およびノルマンディー公である叔父ヘンリー1世（碩学王）との同盟を結んで、彼らはともにカペー家・アンジュー家と戦った。
1108年、ヘンリー1世は没収したベレームの領地や城をティボー4世に委託した。後に彼はブロワ伯領として継承した土地に対し、兄と領地を交換した。
1116年から1119年にかけ、弟エティエンヌ（後にイングランド王スティーブンとなる）が彼を助けに来た。有名なのはブリー＝コント＝ロベールにおけるブロワ＝ノルマン連合軍の指揮である。
エティエンヌは1118年11月上旬、ティボー4世が戦いで捕らえられレーグル城の要塞に捕囚の身となっているときにも救援に来た。同じ頃、辺境の町であるアランソンの住民たちは、エティエンヌと彼の率いる守備隊の残虐行為に対して怒りをつのらせ、反乱を起こしてアンジュー伯フルク5世に助けを求めた。町はアンジュー軍に落とされ、要塞は包囲された。ティボー4世と弟エティエンヌは、後世の歴史家オルデリック・ヴィタルによれば「勝利に熱心」であり、ヘンリー1世が町を解放する前に自らの兵を連れて町を去った。彼らはアンジュー軍と町の外で剣を交え、ヘンリー1世は撤退を余儀なくされた。
ルイ6世は1132年にヴェルマンドワ伯ラウル1世をセネシャル（主膳長）に任じてティボー4世との戦いを続けたが、1135年にサン＝ドニ修道院長シュジェールの懐柔により両者は和睦、ティボー4世はラウル1世に並ぶルイ王太子（後のルイ7世）の後見人に収まった。1137年の王太子とアリエノール・ダキテーヌの結婚式にはシュジェール・ラウル1世と共に王太子に同行、ボルドーまで出向いた。
1135年に嫡子なきままヘンリー1世が死ぬと、ノルマンディー公国の男爵たちはティボー4世に対し自分たちの君主となってくれるよう頼んだ。12月末、リジューにてヘンリー1世の庶子で従兄弟に当たるグロスター伯ロバートと協議していたところ、彼の弟エティエンヌがイングランド王として戴冠したという知らせが届いた。スティーブン王はノルマンディーを訪れていた1137年、ティボー4世が持つイングランド王位請求権への補償として、年2000ポンドの年金を付与した。
ティボー4世の影響力と能力により、ラングル司教でありブルゴーニュにおけるいくつかの領地の司教を務めるランス大司教の家臣5人が彼に宗主権を認めたため、シャンパーニュ全土における小さなトロワ伯領が拡大した。また、トロワは彼の領地の首都となり、彼はフランス王国の有力貴族の1人となった。
しかし、ルイ6世の後を継いだルイ7世とはそりが合わず、ポワティエ遠征とトゥールーズ伯領遠征に反対したことがルイ7世の怒りを買い、ローマ教皇インノケンティウス2世が推したブールジュ大司教ピエール・ド・ラ・シャトルがルイ7世に拒否され、ラ・シャトルがシャンパーニュの宮廷へ逃げ込んだことも王の怒りに拍車をかけた。ティボー4世の方もルイ7世が妹エレオノールとラウル1世を離婚させ、1142年に王妃アリエノールの妹ペトロニーユをラウル1世と再婚させたことで怒り心頭となり、クレルヴォーのベルナルドゥスを派遣して教皇からラウル1世・ペトロニーユの婚姻無効と破門を引き出したことで、1143年にルイ7世の出兵を招いた。
1143年の戦闘でフランス軍にシャンパーニュ伯領を侵略され、居城のヴィトリー＝アン＝ペルトワを焼き討ちされたばかりか、教会へ避難した住民1000人以上が焼かれ死ぬ惨状になった。追い詰められたティボー4世に救いの手を差し伸べたのがシュジェールとベルナルドゥスで、彼等の仲介により1144年のサン＝ドニ大聖堂献堂式でルイ7世・ラウル1世と和睦、征服された領地を返還してもらい、ラ・シャトルの大司教就任を認める代わりにラウル1世の破門解除が条件として成立した。斡旋の礼としてティボー4世はシュジェールに宝石を寄進した。
1152年1月にティボー4世は亡くなり、彼は自分が治めるシャンパーニュ北西部の国境地帯、ブリー地方のサン・ピエール修道院（現ラニー＝シュル＝マルヌ）に埋葬されることを望んだ。そこはシャンパーニュの大市に向かう道路上で、フランス王領に面していた。

## 子女
1123年、ケルンテン公エンゲルベルトの娘マティルド・ド・カランティと結婚。以下の子女をもうけた。
- アンリ1世（1127年 - 1181年） - シャンパーニュ伯
- マリー（1128年 - 1190年代） - ブルゴーニュ公ウード2世妃
- ティボー5世（1130年 - 1191年） - ブロワ伯
- イザベル - プッリャ公ルッジェーロ3世妃
- エティエンヌ1世（1133年 - 1190年） - サンセール伯
- ギヨーム（1135年 - 1202年） - 白き手のギヨーム（Guillaume aux Blanches Mains）と呼ばれ、ランス大司教、枢機卿となった。
- マティルド（1184年没） - ペルシュ伯ロトルー4世妃
- アニェス（1207年没） - バル伯ルノー2世妃
- アデル（1140年 - 1206年） - フランス王ルイ7世妃
- マルグリット - フォントヴロー修道院の修道女

また、修道士となった庶子ユーグがある。